# Cuisine gauloise
Pour les articles homonymes, voir Cuisine et Gauloise.
La cuisine gauloise est une cuisine traditionnelle protohistorique et antique, à base de produits du terroir issus de la Préhistoire gauloise, puis de l'Antiquité gallo-romaine. Elle est l'ancêtre de la cuisine médiévale et de la cuisine française,.

## Histoire
La cuisine gauloise est héritière de la culture de Hallstatt, puis de La Tène. Après la conquête romaine de la Gaule, elle subit l'influence de la cuisine romaine, à partir du Ier siècle av. J.-C.

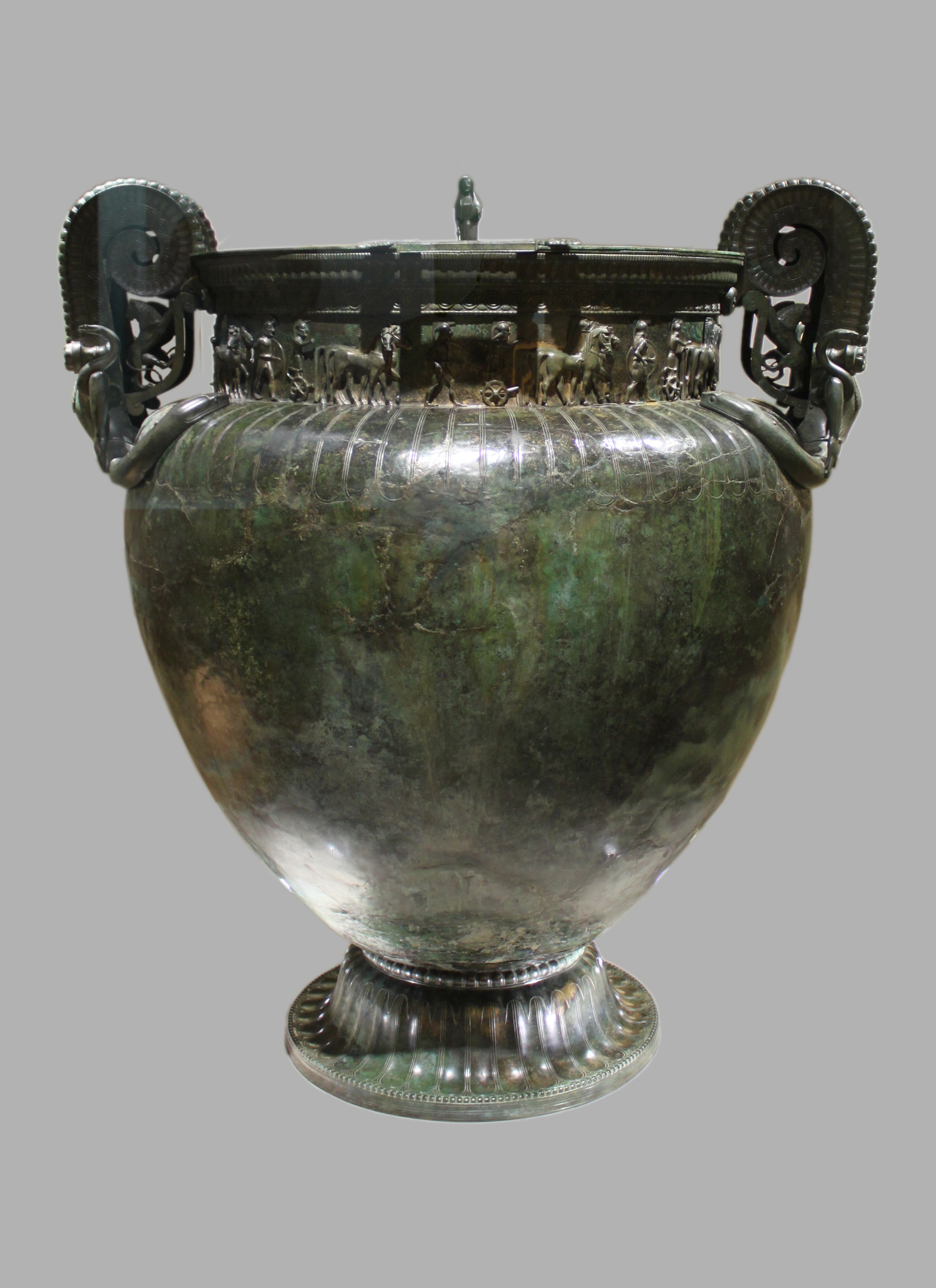
Cratère de Vix grecque antique en bronze du palais de Vix du mont Lassois, récipient de vin de banquet gaulois Lingons du

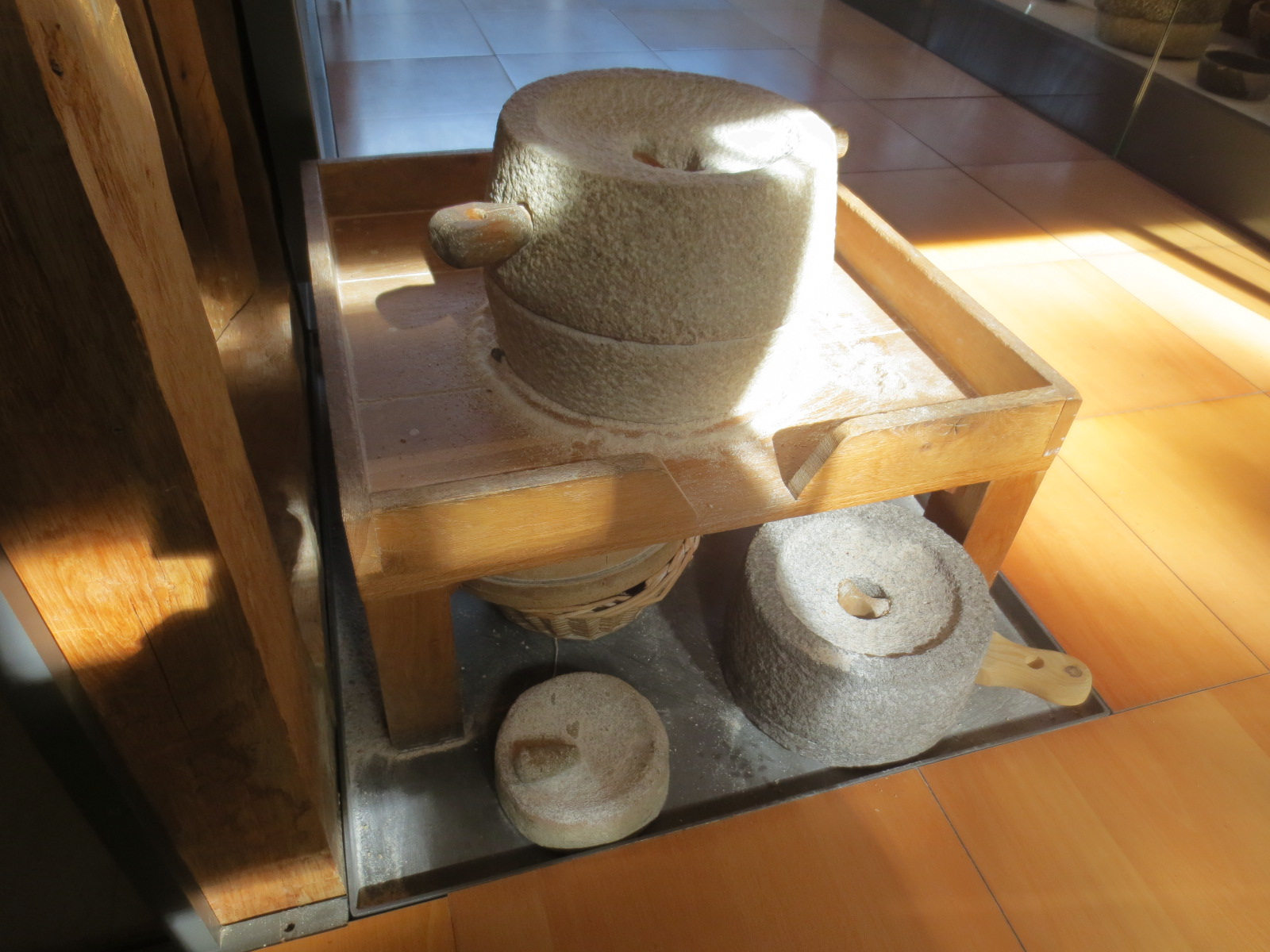
Meules à grains et mortier et pilon gaulois Éduens du IVe siècle av. J.-C., de Bibracte en Bourgogne

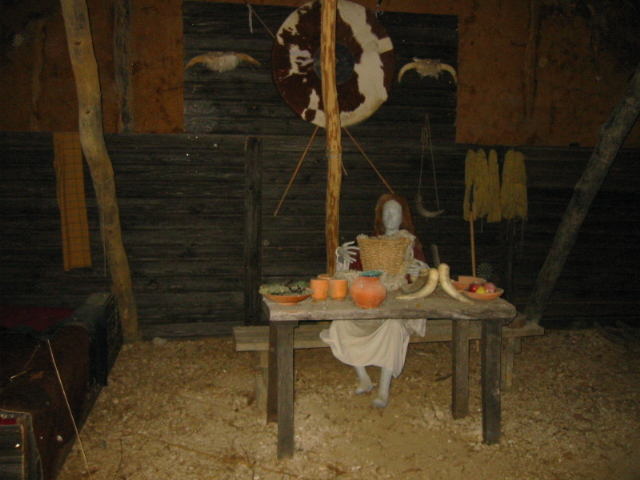
Table gauloise Éduens de l'archéodrome de Beaune.

Elle est étudiée et mise à jour par de nombreux archéobotanistes et archéozoologues, et décrite par divers témoignages écrits d'historiens de l'Antiquité, dont, par exemple, le géographe grec Artémidore qui cite « Leur nourriture est très abondante; elle comporte du lait et des viandes variées ». L'historien grec Phylarque écrit « Chez les Gaulois, beaucoup de morceaux de pains découpés et de viandes sorties du chaudron sont déposées en abondance sur les tables. ». Polybe (grec du IIe siècle av. J.-C.) décrit les Gaulois « couchant sur des litières, ne mangeant que de la viande ». Diodore de Sicile (historien grec du Ier siècle av. J.-C.) décrit les repas des Gaulois « Quand ils prennent leurs repas, ils sont tous assis, non pas sur des chaises mais sur le sol, utilisant pour cela des litières couvertes de peau de loup ou de chien. Près d'eux sont disposés des foyers où le feu est intense et qui sont garnis de chaudrons et de broches pleins de beaux quartiers de viandes. ». D’après l'historien grec Strabon « La Gaule produit une grande quantité de froment, de millet, de glands, et nourrit toute espèce de troupeaux » et « les Gaulois faisaient une grande consommation de lait frais et encore plus à l'état de conserve salée ou de fromage ». Pline l'Ancien cite « Les Gaulois buvaient de la bière d'orge nommée cervoise »...  

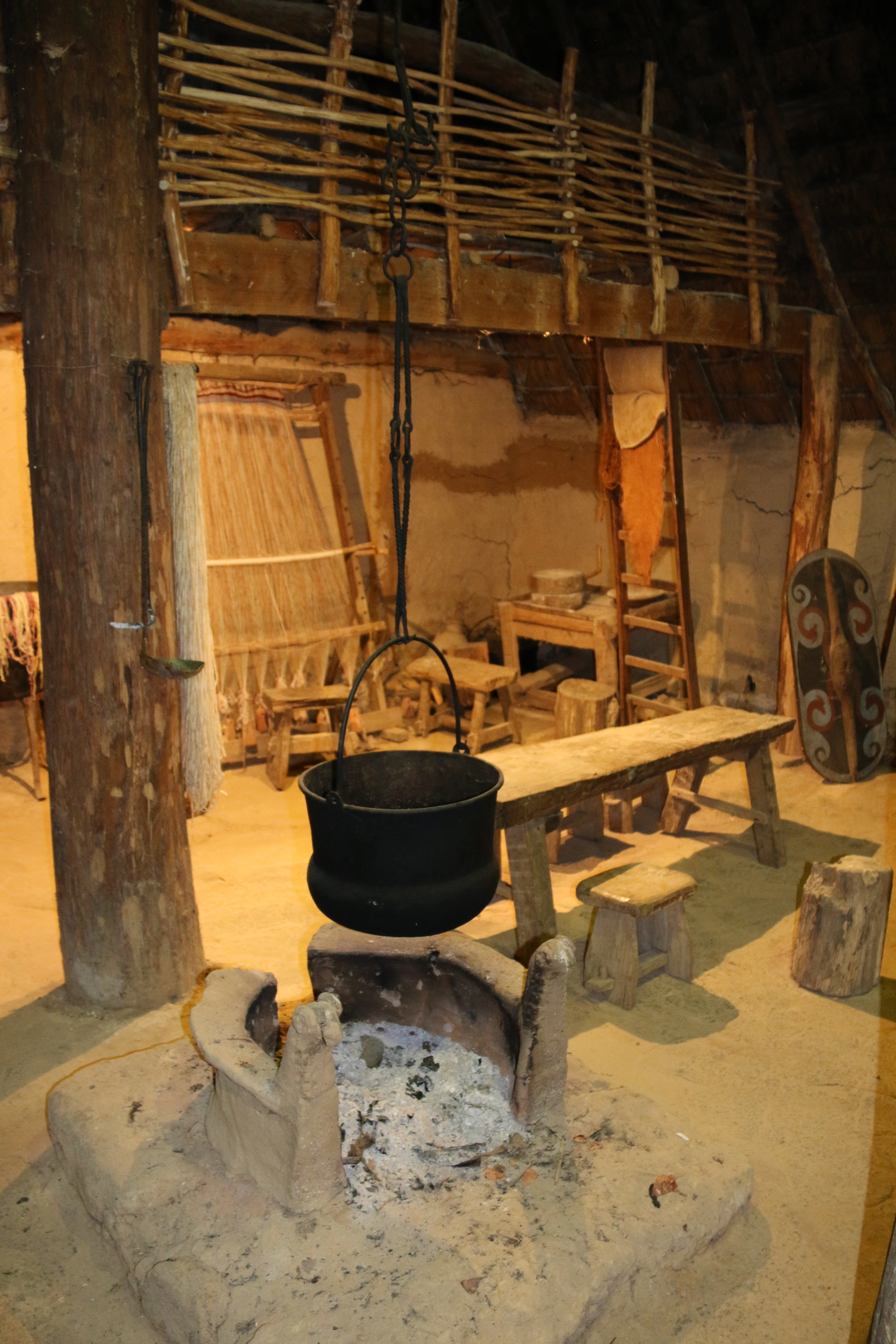
Reconstitution de l'archéosite d'Aubechies en Gaule belgique.

Les chaudrons en métal, de diverses tailles, sont un des ustensiles centraux de la cuisine gauloise et celte, pour faire bouillir de l'eau et cuire des aliments, sur un brasero ou suspendus au-dessus du foyer de feu de bois par une crémaillère, ou posés sur des chenets, à côté de divers récipients en terre cuite, panier, seau, amphore, outre, coffre et tonneau de bois.

## Ingrédients
La cuisine gauloise peut être composée entre autres (selon les individus et les régions) de :
- viandes (rôtie au tournebroche ou au gril, ou cuite au bouillon et court-bouillon, en potage, ragoût, pot-au-feu, poule au pot, coq au vin, en tourte...). Elle est issue de gibier de chasse (lièvre, sanglier, cerf, chevreuil, auroch, loup, oiseaux...) et plus généralement d'élevage de bœuf, veau, porc, mouton, chèvre, basse-cour, volailles, poule, coq, oie, canard..., et de charcuterie (salaison, séchage, jambon, saucisse, lard, rillettes, pâté, terrine, et farce...)
- poissons d'eau douce ou de mer, coquillages, crustacés, fruits de mer (éventuellement transportés sur de longues distances par amphore d'eau de mer)...
- céréales (blé, épeautre, engrain, orge, seigle, avoine, millet...) pour fabriquer de la farine et semoule à la meule à grains, et cuisiner des gruau, bouillie, crêpe, galette, pain, fougasse.
- légumes, légumineuses de cueillette sauvage et de jardin potager, en soupe, purée (chou, chou-fleur, navet, rave, rutabaga, panais, courge, fenouil, céleri, blette, épinard, oseille, laitue, poireau, carotte, radis, oignon, asperge, ail, fève, pois, lentille, champignon, truffe...). Les pomme de terre, haricot, poivron, maïs, tomate, citrouille et potiron arrivent en Europe à la suite de la découverte de l'Amérique au XVIe siècle.
- fruits, fruit sec, fruit séché (pomme, poire, raisin, prune, cerise, noix, noisette, châtaigne, amande, fraise, framboise, cassis, groseille, mûre, abricot...).

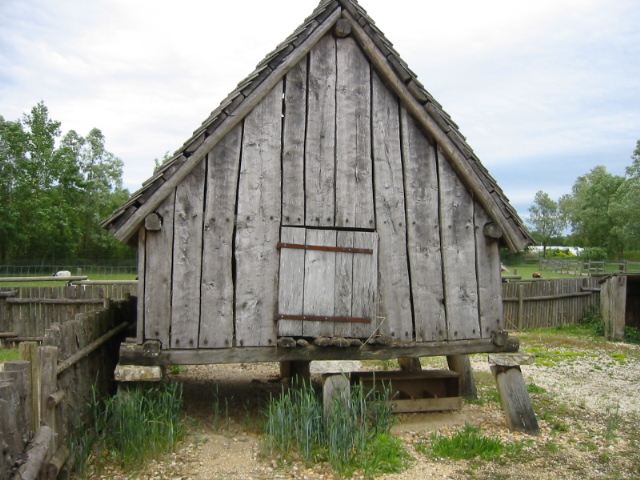
Grenier alimentaire Gaulois Éduens de l'archéodrome de Beaune.

- œuf et laitage : lait, beurre, faisselle, fromage blanc, fromage, gâteau...
- matière grasse : huile, huile d'olive (dans le sud), beurre, saindoux, lard, barde, grattons, graisse animale
- produits sucrés : miel, sirop, fruit sec, fruit séché
- boissons : vin (apporté en Gaule par les phocéens et les romains), vin de noix, vin chaud, hydromel, bière, cervoise, cidre, tisane, infusion, fermentation, décoction, macération, potion...
- condiments : sel, huile, vinaigre, ail, moutarde, herbe aromatique, bouquet garni

Les Gaulois échangent leurs productions alimentaires dans des échoppes ou sur des marchés, et peuvent conserver des aliments par maturation, confit, salaison, séchage, fumage, boucanage, fermentation de laitage, et stockage en cave, silo, et grenier.   

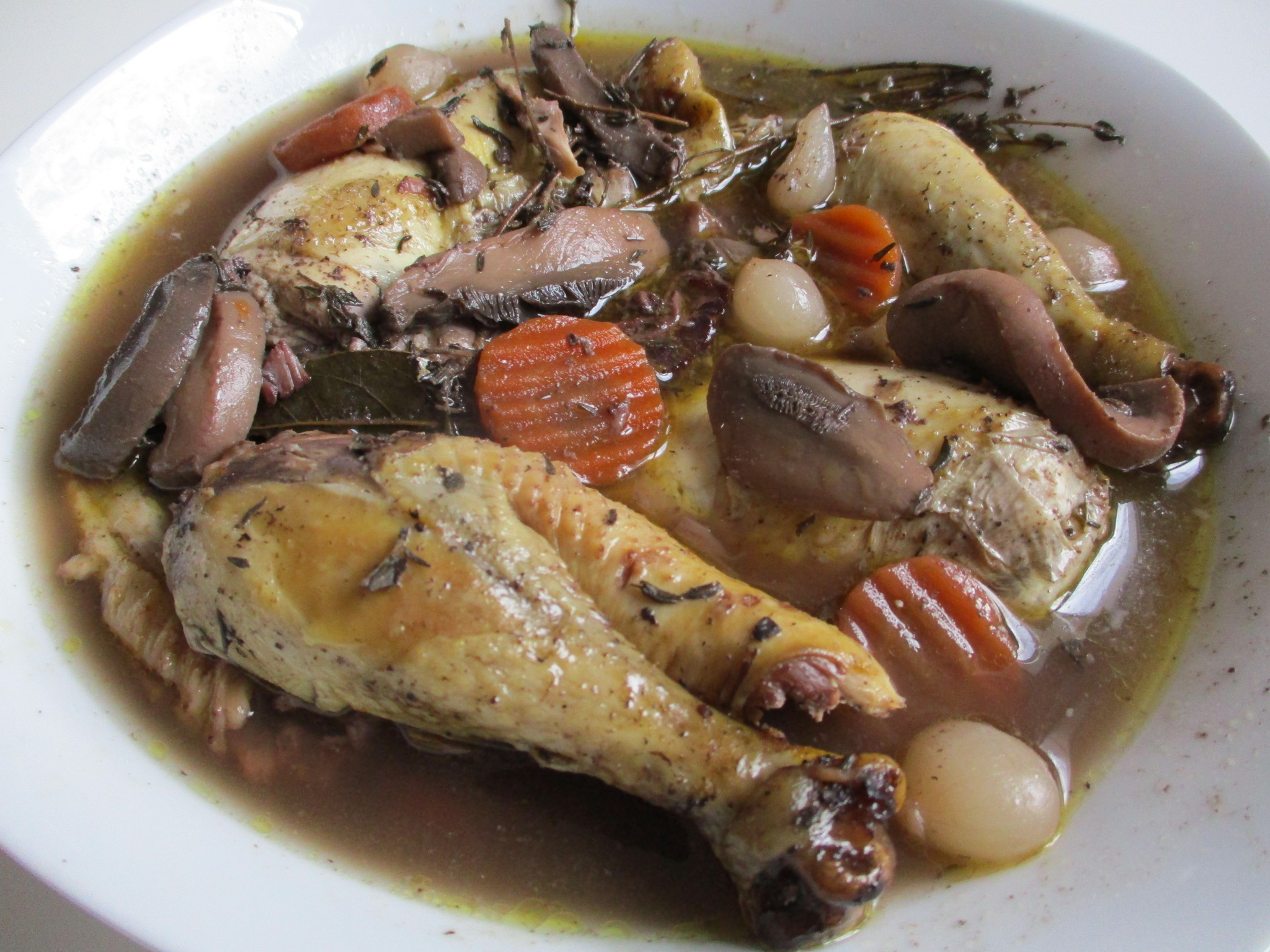
Coq au vin (ou coq au vin de chanturgue) de la cuisine gauloise.

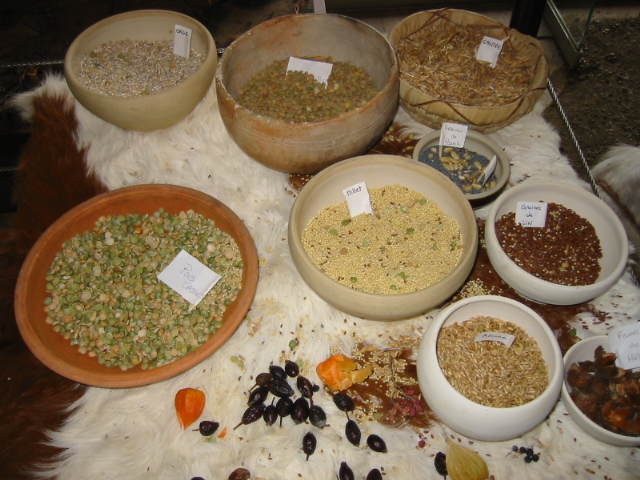
Quelques céréales gauloises de l'archéodrome de Beaune.

## Quelques plats d'origine gauloise
De nombreuses recettes de cuisine française traditionnelle ont (selon les régions) des origines historiques gauloises, dont,,,, :
- Pain
- Fougasse
- Soupe
- Bouillabaisse (Marseille antique)
- Potage
- Bouillie
- Purée
- Salade de pissenlit
- Salade
- Salade composée
- Omelette
- Pâté
- Bœuf rôti
- Steak
- Côte de bœuf
- Potée
- Ragoût
- Pot-au-feu
- Carbonade
- Petit salé
- Cassoulet
- Coq au vin
- Coq au vin de chanturgue
- Poule au pot
- Lapin chasseur
- Choucroute
- Gratin
- Crêpe
- Galette
- Salade de fruits
- Compote
- Gâteau
- Beignet
- Clafoutis
- Friandise

## Littérature
- De re coquinaria (IVe siècle, cuisine de la Rome antique), par Apicius (Ier siècle av. J.-C.)